# Santa Maria de l'Albi
Santa Maria de l'Albi és una església de l'Albi (Garrigues) inclosa a l'Inventari del Patrimoni Arquitectònic de Catalunya.

## Descripció
És una església de façana neoclàssica amb una petita portada de pedra flanquejada per columnes jòniques que sostenen un entaulament amb una fornícula central envoltada d'elements decoratius. La imatge que ocupa aquesta fornícula és del 1991 i l'ha feta el jesuïta P. Casanoves. El remat de la façana és un frontó triangular actualment amb un rellotge enmig. El campanar té una base quadrada i dos pisos superiors octogonals.
La planta està organitzada en tres naus, força modificades amb el temps. La nau central està coberta amb volta cilíndrica d'arcs torals i llunetes amb finestrals finament motllurats. Els elements suportadors són grans pilastres adossades als murs que separen les naus. Tenen grans capitells d'ordre compost i una amplia cornissa decorativa. La pavimentació és nova i feta de mosaic.
Als peus de l'església hi ha el cor que disposa d'un orgue barroc del que avui només en resta la caixa de fusta i algunes manxes. L'altar principal està coronat per una gran petxina; és força modern, dels anys setanta aproximadament, i està fet amb peces d'obra vista. També la capella del Santíssim Salvador és molt moderna; resta separada del conjunt per unes vidrieres. El balustre i l'escala d'accés daten del 1957.

## Història
La primera menció de la parròquia de la població és del 1194, en una butlla papal de Celestí III, on es confirmen les esglésies integrades a l'arxidiòcesi de Tarragona.
L'any 1700 la vila sol·licita a la Corona l'excepció dels allotjaments de soldats per a poder destinar els fons a la construcció de la nova església, alçada en substitució de l'antic temple que ocupava l'espai originària de la mesquita de temps andalusins.
La consagració del temple es fa el dia 1 de novembre de 1751. L'altar major tenia un dels retaules més majestuosos de la comarca. Fou constituït el 1788 i es creu obra de l'escultor navarrès, Feliu de Sayas.
Els elements ornamentals desaparegueren durant la guerra civil (1936/1939). Hi ha constància que l'església estava molt engalanada amb precioses capelles plenes d'altars amb imatges i retaules. A la cripta hi havia sepultures dels barons de l'Albi i altres veïns notables. El dia 11 de juny de 1744 col·loquen la primera pedra l'aleshores baró de l'Albi, Francisco de Galceran i el rector, Isidre Conillera.